# Franc Kramberger

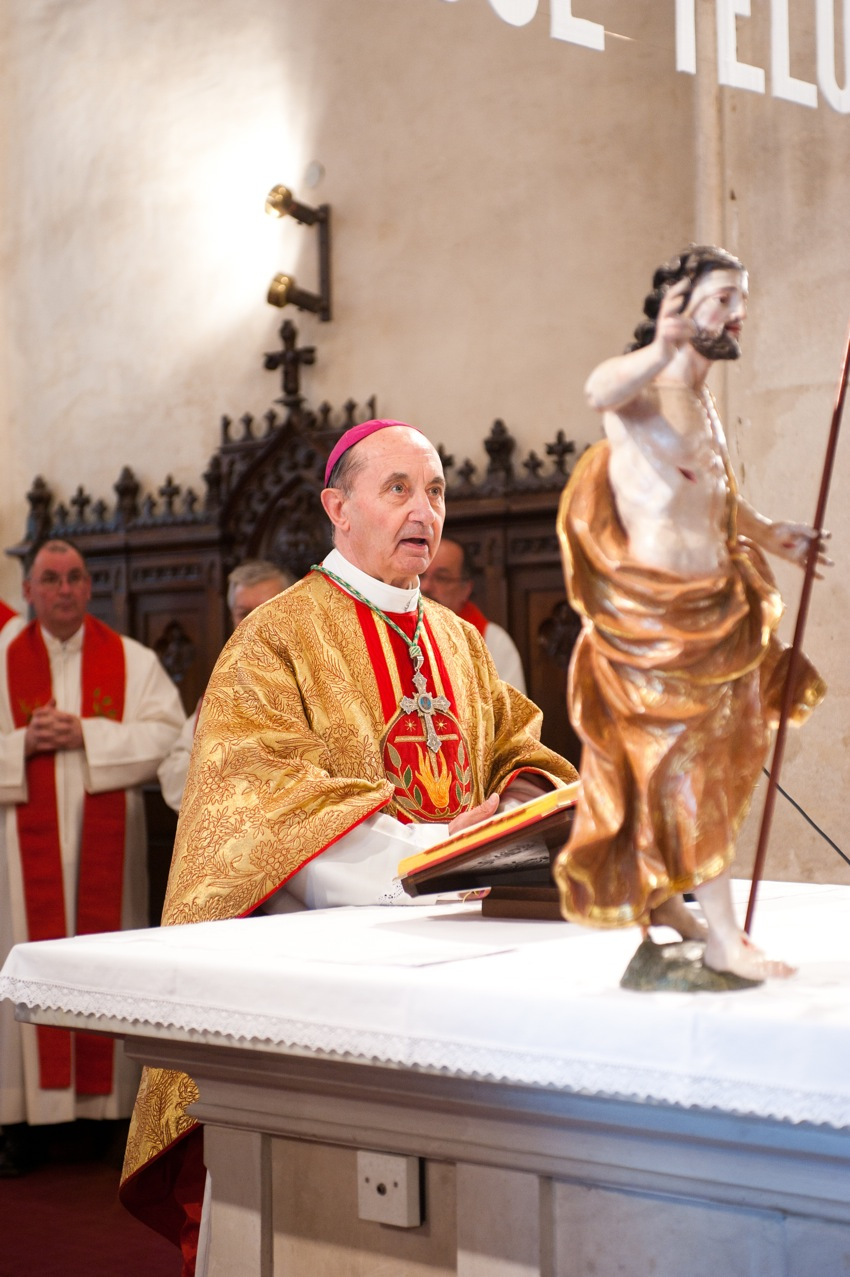
Erzbischof Franc Kramberger

Erzbischofswappen

Franc Kramberger (* 7. Oktober 1936 in Sveti Lenart v Slovenskih goricah, deutsch St. Leonhard in den Windischen Büheln) ist emeritierter Erzbischof von Maribor.

## Leben
Franc Kramberger wurde in einer römisch-katholischen Familie im slowenischen Hügelland in der heutigen Gemeinde Lenart geboren.
Nach Beendigung der Grundschule, die er in seiner Heimatstadt besuchte, und dem Abschluss des klassischen Gymnasiums Nr. 1 in Maribor wurde er 1954 in das Große Theologische Seminar in Ljubljana aufgenommen und trat gleichzeitig in die Theologische Fakultät der Universität Ljubljana ein, wo er von 1954 bis 1960 studierte und am 29. Juni 1960 nach Abschluss seiner philosophischen und theologischen Studien wurde er am 29. Juni 1960 in der Kathedrale St. Johannes des Täufers (Dom zu Maribor) zum Priester geweiht. 1965 wurde er Präfekt des Slomšek-Studentenseminars in Maribor und war dort bis 1972 als Leiter tätig. Ab 1974 unterrichtete er an der Theologischen Fakultät in Ljubljana (Laibach).
Am 6. November 1980 wurde er von Papst Johannes Paul II. zum Bischof von Maribor ernannt. Die Bischofsweihe spendete ihm am 21. Dezember 1980 der Apostolische Nuntius in Jugoslawien Erzbischof Michele Cecchini; Mitkonsekratoren waren der Erzbischof von Ljubljana Alojzij Šuštar und der Bischof von Graz-Seckau Johann Weber. Am 7. April 2006 wurde die Diözese Maribor zur Erzdiözese erhoben und Kramberger war der erste Erzbischof von Maribor. Durch die Neugründung der Maribor unterstehenden Diözesen Murska Sobota und Celje wurde Kramberger auch Metropolit.
Erzbischof Kramberger stand aufgrund riskanter wirtschaftlicher Aktivitäten seiner Erzdiözese in den Jahren 2007 und 2011 in der Kritik. Deshalb ernannte Papst Benedikt XVI. am 31. Januar 2009 den früheren Weihbischof (2000–2006) Anton Stres zum Koadjutorbischof von Maribor. Am 3. Februar 2011 nahm der Papst seinen Amtsverzicht kurz vor Erreichen der Altersgrenze von 75 Jahren an.
2018 wurde Kramberger wegen Untreue im Rahmen der genannten Aktiengeschäfte von der slowenischen Staatsanwaltschaft angeklagt. Kramberger, neben dem der ehemalige Diözesanökonom Mirko Krašovec und zwei weitere Männer angeklagt wurden, bestritt eine direkte Tatbeteiligung. Der erste Gerichtstermin wurde für den 5. April 2018 anberaumt. Das Verfahren endete mit einem Freispruch.